# Budziłowo
Budziłowo – wieś w Polsce położona w województwie wielkopolskim, w powiecie wrzesińskim, w gminie Kołaczkowo.
Miejscowość leży w bezleśnej okolicy, przy lokalnej drodze z Wszemborza do Bugaja.
Budziłowo było wzmiankowane już w 1305 (Budziłovo utrumque), kiedy to biskup poznański nadał dziesięcinę z miejscowości kościołowi w Winnej Górze. Pod koniec XIX wieku wieś liczyła 13 dymów i 133 mieszkańców, wśród których przeważali katolicy (75) nad ewangelikami (58). W latach 1975–1998 miejscowość administracyjnie należała do województwa poznańskiego. W 2011 liczyła 138 mieszkańców.